# El Rodeo
El Rodeo, in passato San José el Rodeo, è un comune del Guatemala facente parte del dipartimento di San Marcos.
È stata fondata il 12 marzo 1834 e dal 1954 è conosciuta come "San José El Rodeo".
I primi coloni arrivarono da Écija, Valle de Écija, discendenti dei conquistatori spagnoli che arrivarono con Pedro de Alvarado negli anni 1520.